# Arytera dictyoneura
Arytera dictyoneura är en kinesträdsväxtart som beskrevs av Sally T. Reynolds. Arytera dictyoneura ingår i släktet Arytera och familjen kinesträdsväxter. Inga underarter finns listade i Catalogue of Life.